# Sebastiansfriedhof
Der Sebastiansfriedhof in der Stadt Salzburg ist ein Friedhof nächst der Kirche St. Sebastian, der nach dem Vorbild italienischer Campi Santi gestaltet ist. Hier liegen Wolf Dietrich von Raitenau und Paracelsus ebenso begraben, wie  Vater und Ehefrau von Wolfgang Amadeus Mozart. Auch das Grab der Familie des Bruders des Physikers Christian Doppler befindet sich hier.

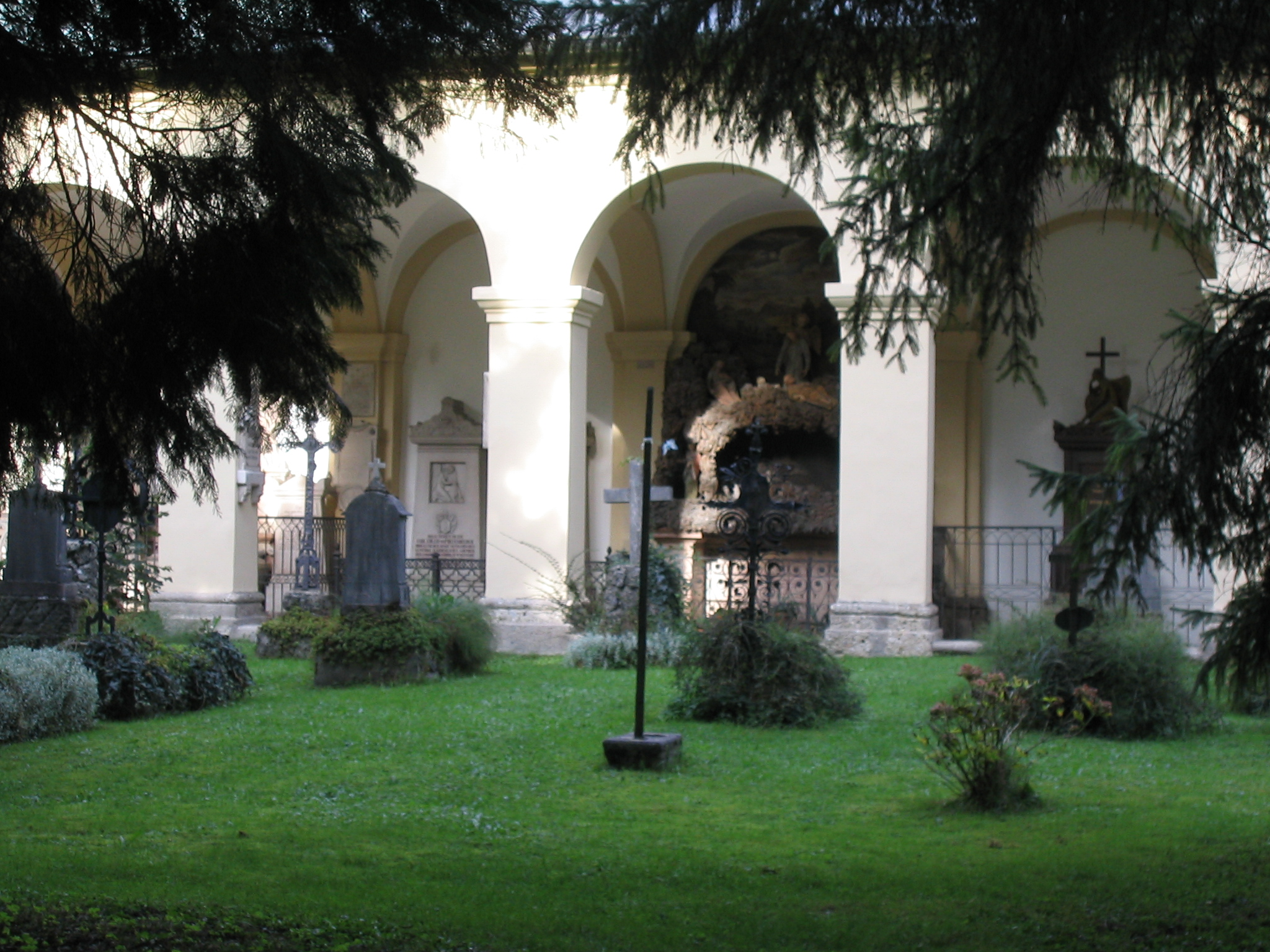
Sebastiansfriedhof, Gräberfeld und Arkaden

## Beschreibung
Der Salzburger Sebastiansfriedhof wurde von Erzbischof Wolf Dietrich von Raitenau in Auftrag gegeben, vom italienischen Baumeister Andrea Berteleto (aus dem Verna Vallis der Diözese Como stammend, gestorben als Hofbaumeister in Salzburg 1596) geplant und zwischen 1595 und 1600 errichtet. Er diente neben dem kleinen Petersfriedhof in der Folge als Begräbnisort für alle Bürger der Stadt, nachdem 1599 der alte Domfriedhof aufgelassen worden war, um dort Platz für die repräsentative Anlage des Residenzplatzes zu schaffen. 
Zuvor befand sich an der Stelle des heutigen Sebastiansfriedhofs seit Anfang des 16. Jahrhunderts ein deutlich kleinerer Friedhof nächst der gotischen Sebastianskirche. Dieser diente für die Bürger der rechtsseitigen Altstadt und geht in der Anlage vermutlich auf einen noch älteren Pestfriedhof zurück. Der Sebastiansfriedhof wurde 1888 nach Fertigstellung des Kommunalfriedhofes aufgelassen. 
Der Friedhof ist mit den Außenmaßen von etwa 90 mal 80 Metern fast quadratisch angelegt und ist allseits von insgesamt 87 gewölbten Pfeilerarkaden umgeben. Der Baumeister selbst verstarb 1602 und wurde als erster auf dem Gottesacker zu Grabe getragen. Die Gruft des Erzbischofs Wolf Dietrich, der 1617 nach fünfjähriger Festungshaft verstarb, liegt die mittig im Friedhof in der Gabrielskapelle.
Gewölbte Arkadengänge mit den Gruftnischen umschließen die Anlage.
Die St.-Sebastian-Kirche grenzt an der Südwestseite an. Zum Friedhof führen drei schmale Zugänge: von der Linzer Gasse und vom Bruderhof her sowie durch die St.-Sebastian-Kirche hindurch. Das Jahr 1600 als Datum der Neugestaltung findet sich unter dem Marmorwappen Wolf-Dietrichs über der Eingangspforte der Linzer Gasse.
Sowohl in Deutschland als auch im heutigen Österreich und der Schweiz wurden seit 1600 zahlreiche Friedhöfe vom Typ eines Camposanto erbaut. Fast alle diese Anlagen der Renaissance und Barockzeit sind aber aufgelassen oder nur sehr teilweise erhalten. Der Sebastiansfriedhof zählt so heute neben dem Stadtgottesacker in Halle an der Saale und dem Friedhof von Buttstädt in Thüringen zu den letzten gut erhaltenen frühneuzeitlichen Anlagen des Camposanto-Typs im deutschsprachigen Raum.

## Kommunegruft

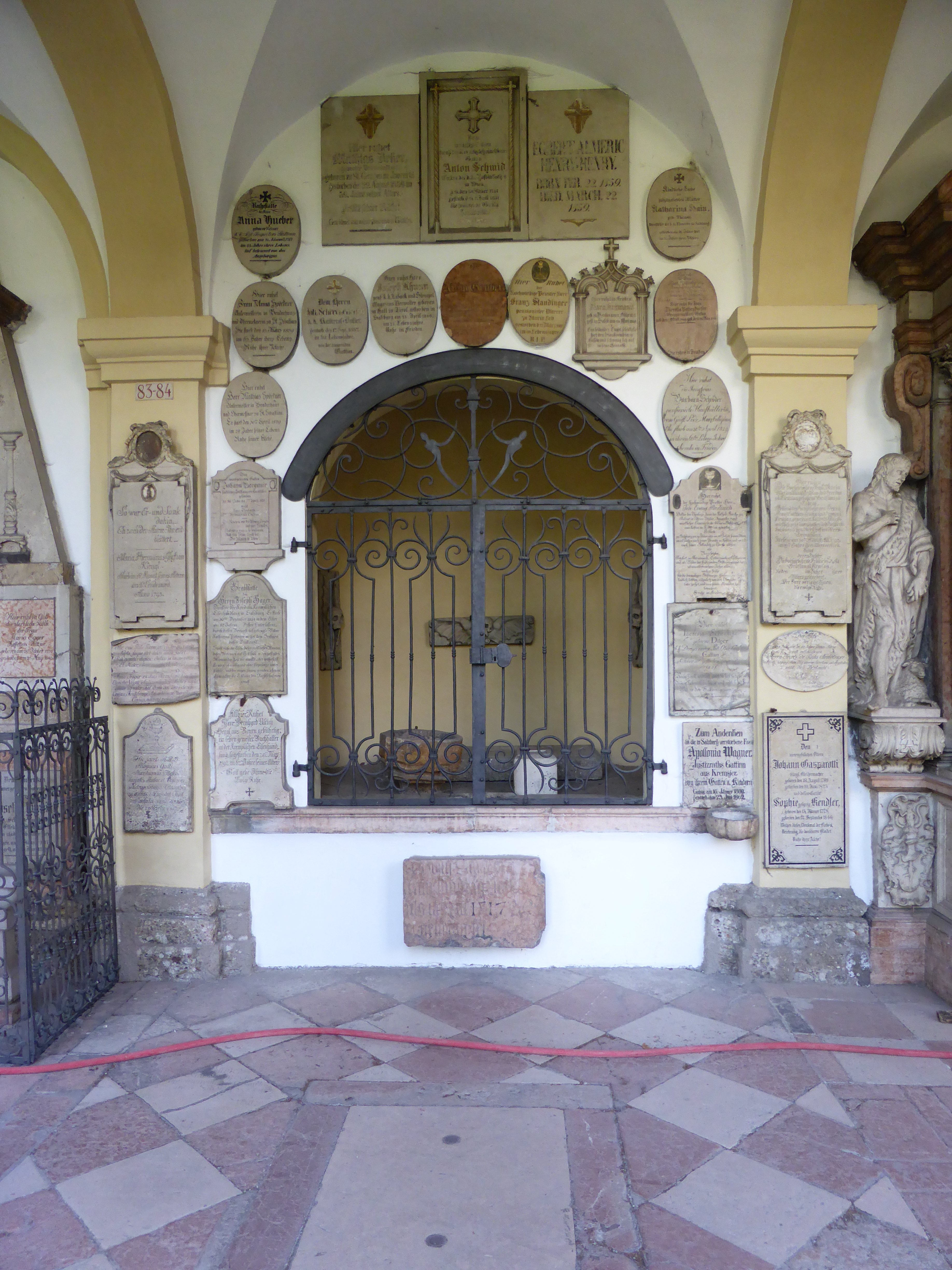
Gruft 84, Kommunegruft, in der u. a. Leopold Mozart beigesetzt wurde

Ähnlich wie im Petersfriedhof verfügte auch der Sebastiansfriedhof über eine Kommunegruft, in der viele Verstorbene bestattet werden konnten. Über ihr befindet sich ein 1671 erbautes Totenkötterl, eine Beinhauskapelle, die umgestaltet wurde: 1950 wurden 26 Totenköpfe entnommen, 1968 ein Deckel eines Sarkophags in Form eines Skeletts, den Hans Konrad Asper 1642 geschaffen hatte, ausgestellt. Die Gruft, in der auch Leopold Mozart bestattet worden war, wurde 1814 geräumt, 1838 wiederum 53 Erwachsenenleichen und 3 Kinderleichen entnommen.

## Gruftarkaden

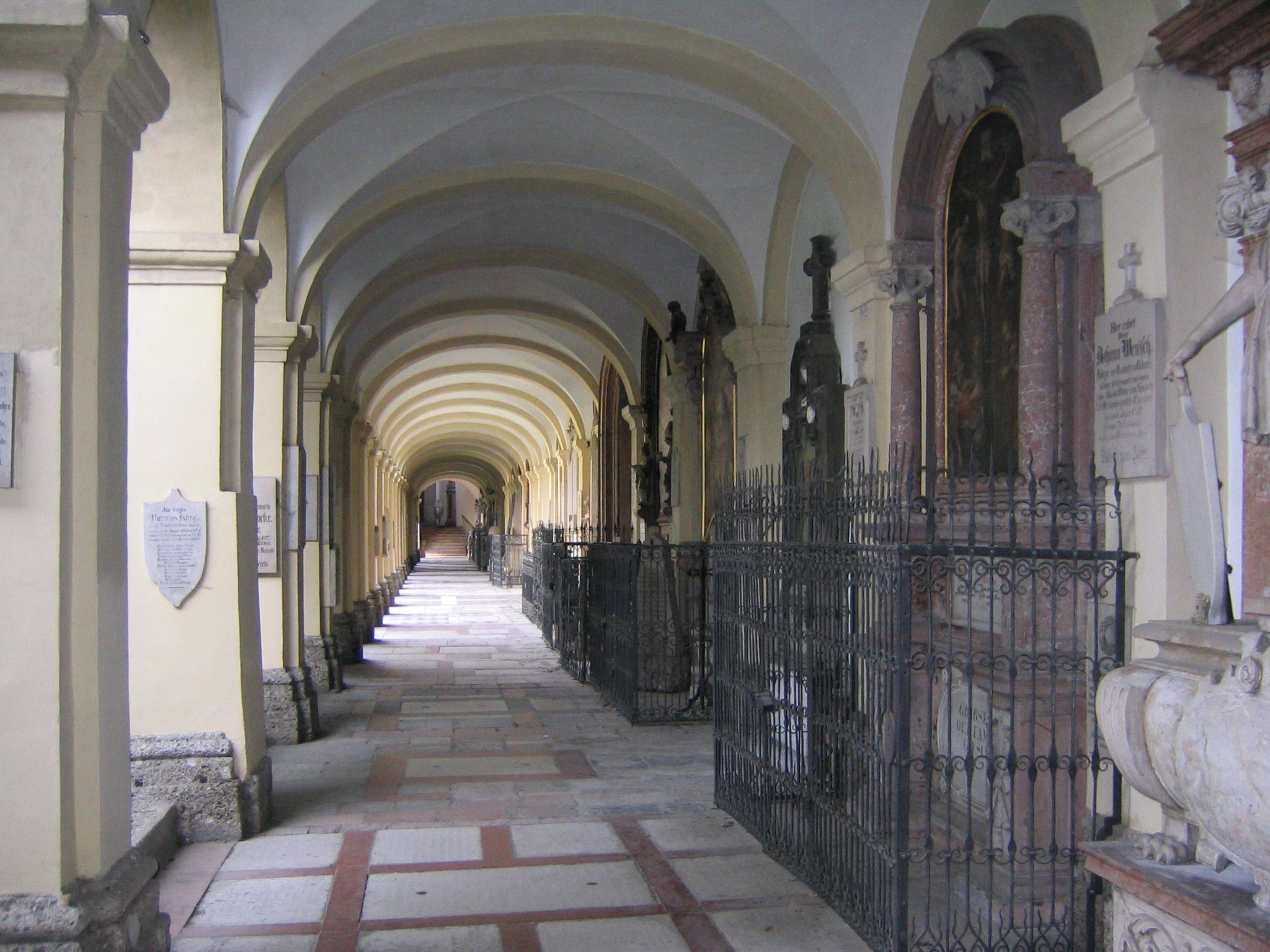
Gruftarkaden

In diesen Gruftarkaden ist die Entwicklung der Kunst der Grabgestaltung über drei Jahrhunderte ablesbar. Künstlerisch hochwertigere Grabgestaltungen wechseln mit weniger bedeutsamen. 
Hier finden sich die Grabstätten von 
- Theophrast von Hohenheim, genannt Paracelsus. Dieses Grab stammt aus der Zeit des Friedhofs vor der Anlage des heutigen Campo Santo, die Gebeine wurden im 18. Jahrhundert an den heutigen Standort verlegt. Auf seinem Grabstein ist zu lesen: „Hier ruht Philippus Theophrastus Paracelsus, ausgezeichnet als Doktor der Medizin, der jene grässlichen Krankheiten Aussatz, Zipperlein, Wassersucht durch seine wunderbare Kunst heilte, seine Habe und Gut unter die Armen verteilen ließ und im Jahre 1541, am 24. September, sein Leben mit dem Tod vertauschte“.
- Gruftarkade Nr. 10: Elia Castello, Erbauer der Gabrielskapelle im Friedhof
- Familie Reutter, mit einem Renaissancegrabstein, 1486 vom Bildhauer Hans Valkenauer geschaffen
- Das Grab eines Protestanten des Jahres 1581 zeigt den Spruch „Das Blut Jesu Christi macht uns rein von allen Sünden“.
- Leopold Mozart, der, wie die Familienchronik der Sonnenburgs belegt, in der „Kommunalgruft“ der Gruftarkaden (Arkade Nr. 84) und nicht im Mozart-Familiengrab auf dem Gräberfeld beigesetzt wurde.
- Anton Schmid (1787–1857), österreichischer Musikwissenschaftler
- Johann Evangelist Schmidt, Orgel- und Klavierbauer. An einem Pfeiler der Gruftarkade Nr. 75 erinnert eine Gedenktafel an den letzten Salzburger Hoforgelmacher.
- Vinzenz Maria Süß, Gründer des Salzburger Museum Carolino Augusteum.
- Johann Jakob Hartenkeil, Arzt (Chirurg), Univ.-Professor, Herausgeber, der von Colloredo berufene Reformer des Salzburger Gesundheitswesens.
- Johann Friedrich Eichler (1778–1840), Tanzlehrer, kam über zahlreiche Stationen um 1834 nach Salzburg.[3]
- Otto August Rühle von Lilienstern, preußischer General und Militärschriftsteller, Freund Heinrichs von Kleist

## Gabrielskapelle

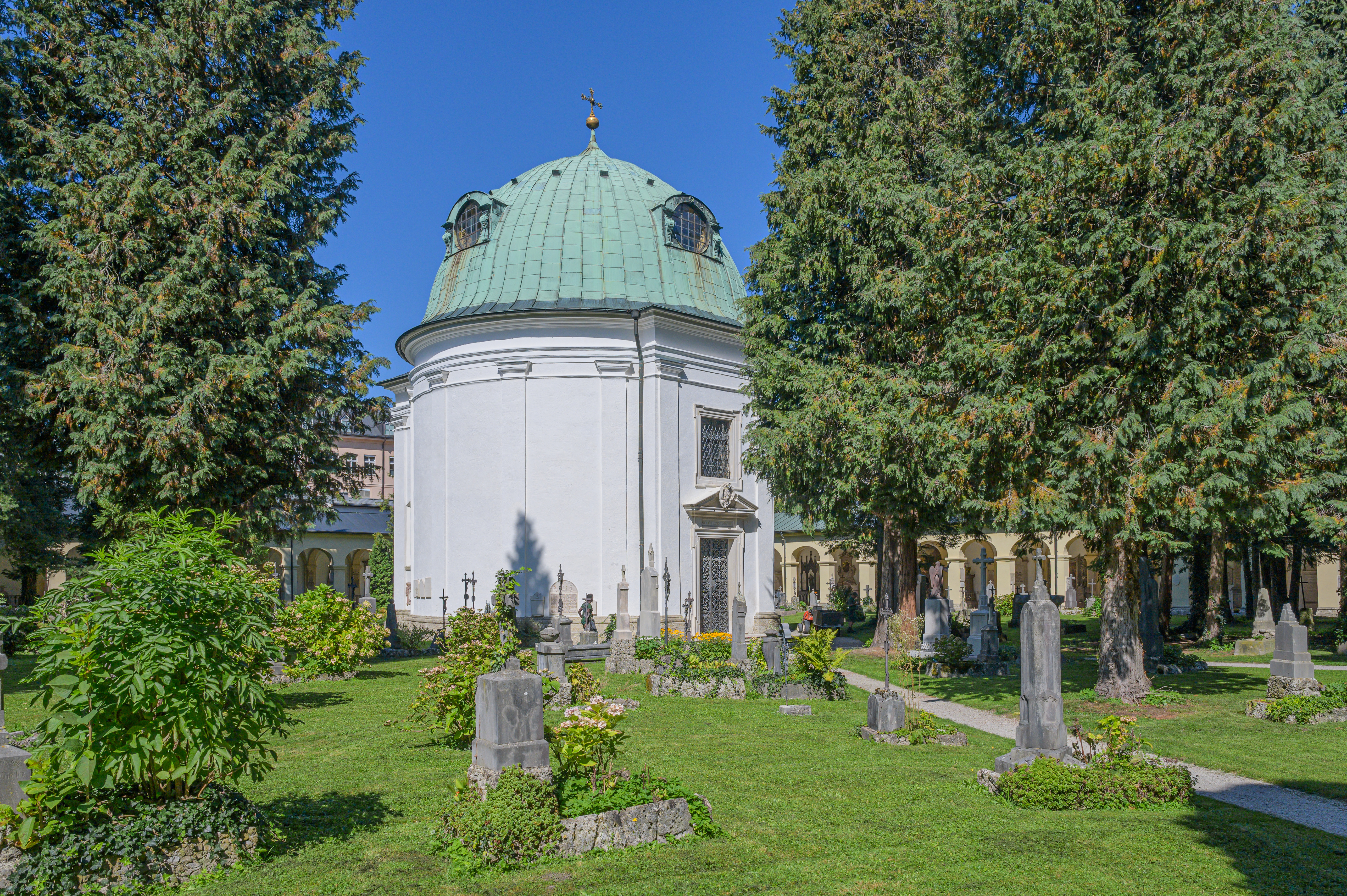
Die Gabrielskapelle steht im Zentrum auf dem Sebastiansfriedhof von Salzburg

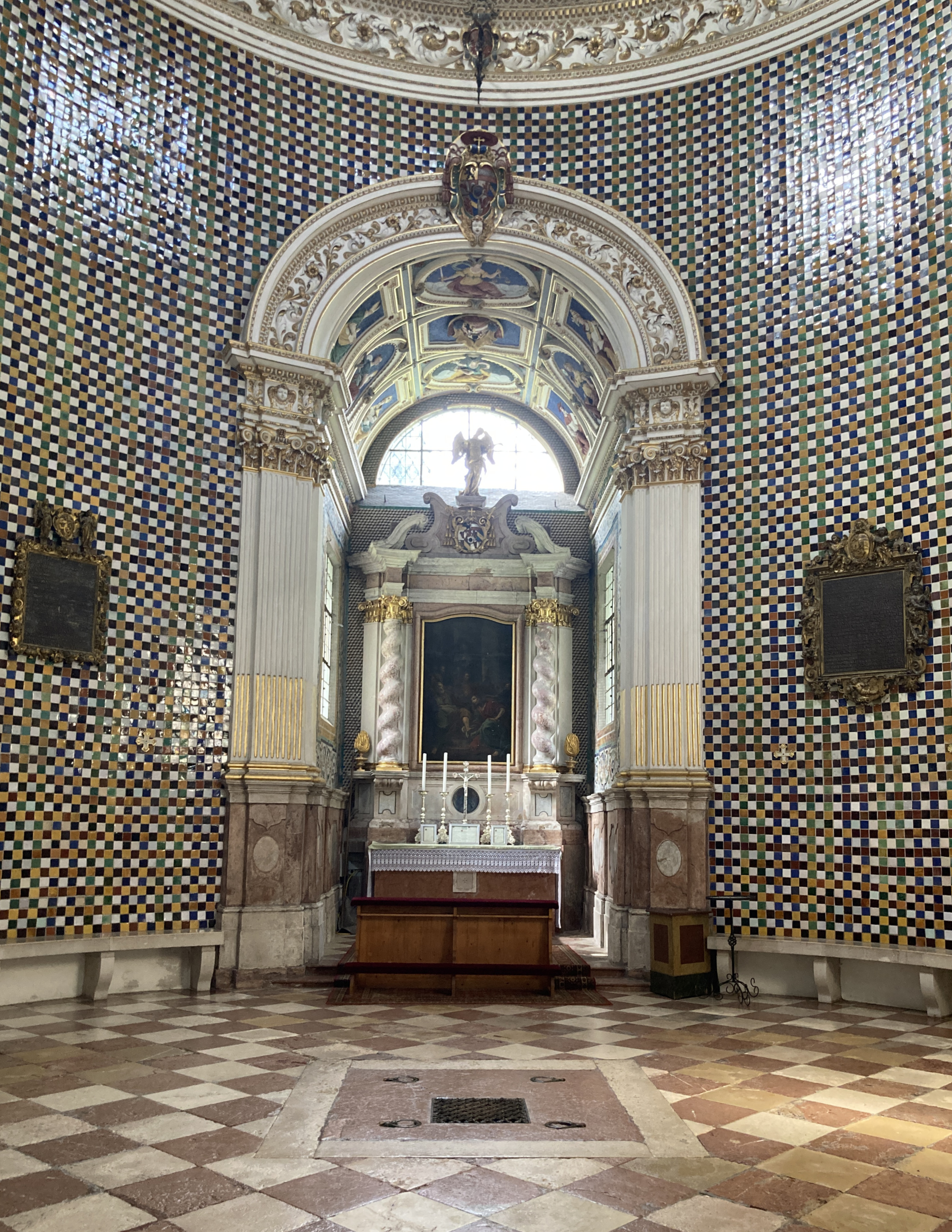
Innenansicht der Gabrielskapelle

Die Gabrielskapelle wurde als Mausoleum für Fürsterzbischof Wolf Dietrich von Raitenau in den Jahren 1597–1603 nach Plänen von Elia Castello geschaffen. Der Bau besitzt einen kreisrunden Grundriss mit einer angebauten rechteckigen Apsis. Außen ist der Bau durch toskanische Pilaster gegliedert. Das Kuppeldach des Mausoleums ist leicht geschwungen und besitzt kleine Dachgaupen mit Fenstern in Form von Ochsenaugen. Über dem Dreiecksgiebel des Eingangsportales befindet sich das Wappen Wolf Dietrichs. 
Im Inneren ist die Kuppel durch Stuckrippen gegliedert. Die Wände und die Kuppel sind großteils mit ornamental angeordneten bunten Kacheln verfliest, die an den Wänden rechteckig, im Gewölbe rhombisch geformt sind. In den vier Nischen des Raumes finden sich überlebensgroße Stuckfiguren der vier Evangelisten umgeben von weiblichen Karyatiden mit überlangen geflochtenen Fischschwänzen. 
Der quadratische Altarraum ist mit einem Tonnengewölbe versehen. Die farbigen Reliefs im sonst stuckverzierten Gebälk zeigen die vier Kardinaltugenden und vier Kirchenväter und wurden wohl von Elia Castello entworfen. Der ursprüngliche Waldburger-Altar ist nicht erhalten, sondern 1740 durch den heutigen Altar ersetzt. Dieser ist als Marmor-Ädikula mit vorgestellten Säulen gestaltet und trägt ebenso wie die Mitte des Tonnengewölbes und das Portal zum Altarraum jeweils das farbige Wappen Wolf Dietrichs. Das heutige Altarbild wurde 1740 von Jacob Zanusi geschaffen, die beiden seitlichen Statuen, die Heiligen Christophorus und Georg darstellend, stammen wohl von Josef Anton Pfaffinger. Der Sarkophag Wolf Dietrichs wurde 1967 neu geschaffen.

## Gräberfeld

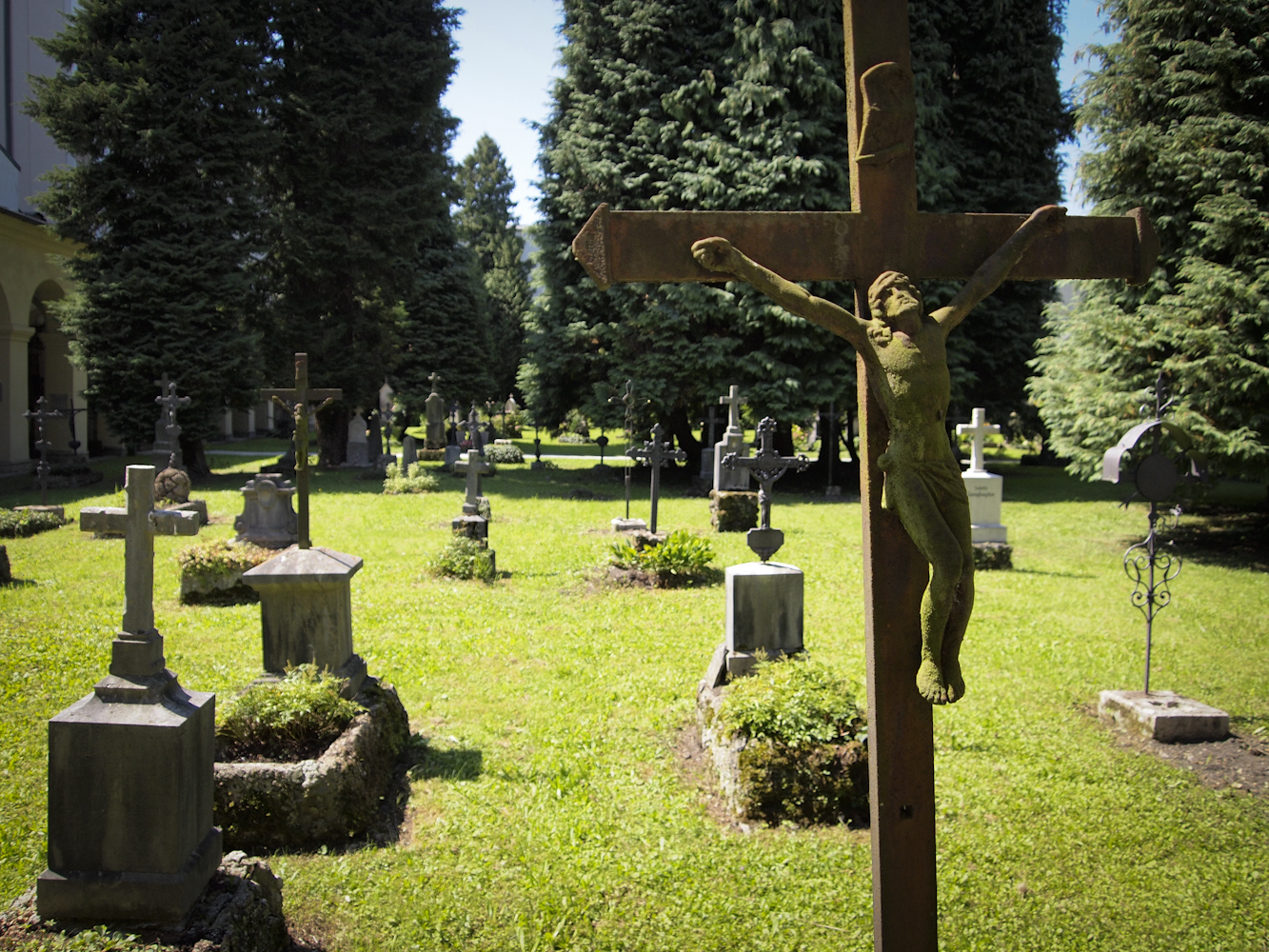

Im Gräberfeld außerhalb der Gruftarkaden ist vor allem das Grab der Familie Mozart viel besucht. Dieses künstliche „Familiengrab“ der Mozarts ließ der Mozart-Enthusiast Johann Evangelist Engl (1835–1921), auf den die Gründung der Internationalen Stiftung Mozarteum 1880 zurückgeht, errichten. In diesem Grab sind unter anderem Constanze Mozart, Witwe Wolfgang Amadeus Mozarts, und Genovefa Weber, Constanzes Tante und Mutter von Carl Maria von Weber, beerdigt. Leopold Mozart, der Vater Wolfgang Amadeus Mozarts, liegt nicht in diesem Grab, sondern wurde in der Kommunalgruft in den Gruftarkaden des Friedhofs beigesetzt.
Ebenfalls auf dem Gräberfeld befindet sich das Grab von Sigmund Christoph von Zeil und Trauchburg, 1797–1808 Fürstbischof von Chiemsee, 1812–1814 Administrator von Salzburg.

## Galerie

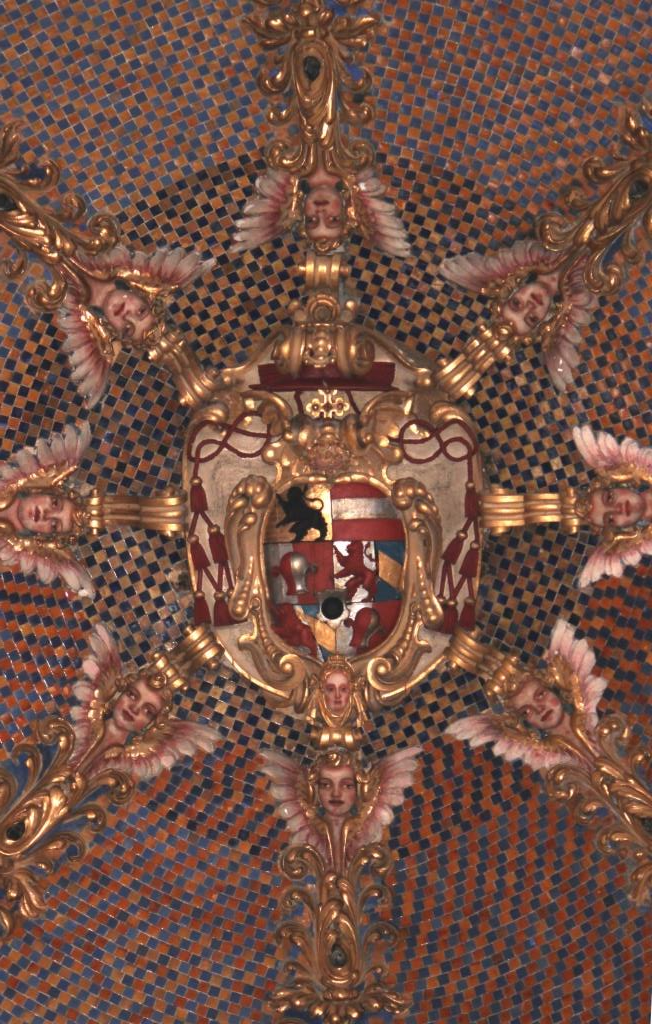
Deckenkuppel der Gabrielskapelle
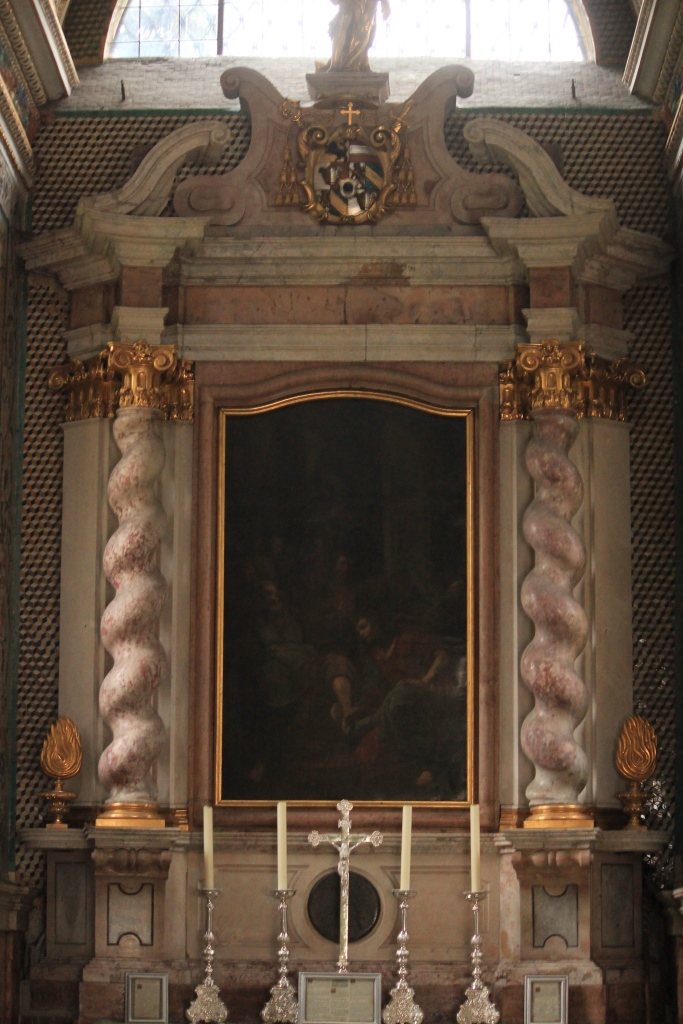
Altar der Gabrielskapelle
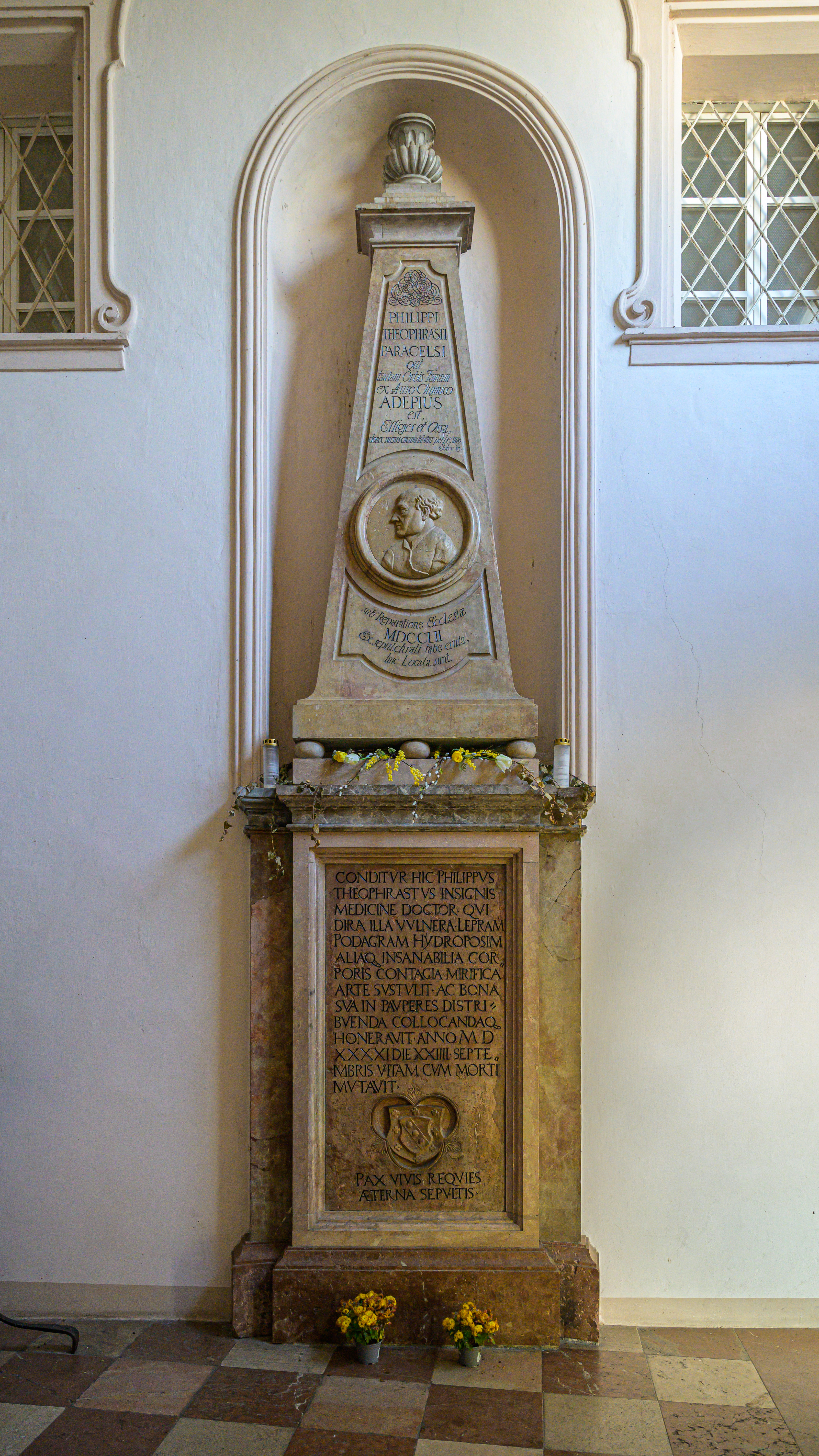
Grabmal von Paracelsus
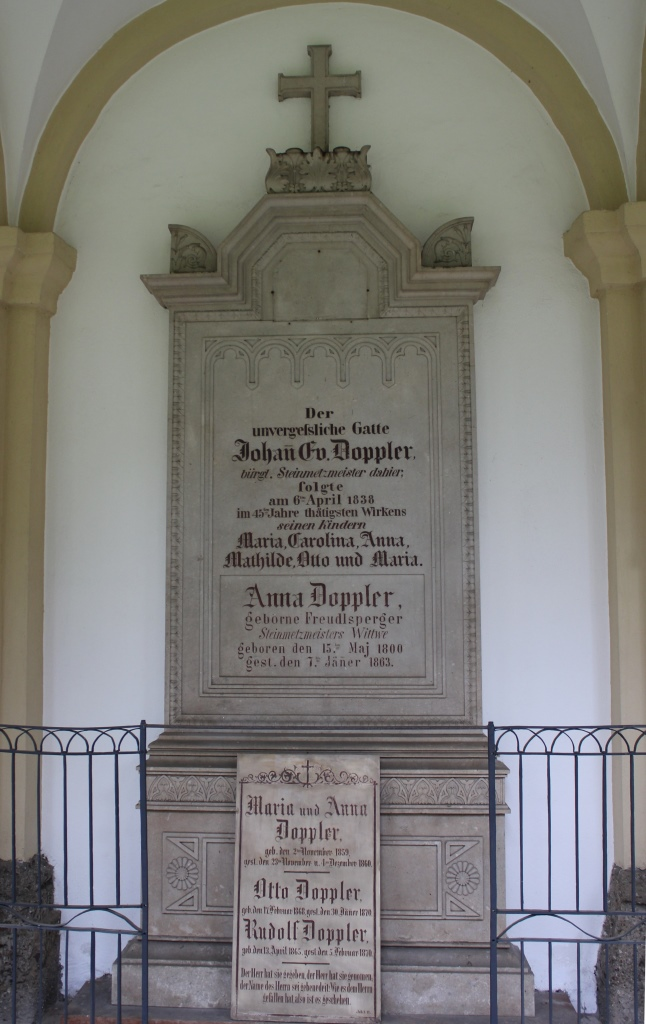
Grab der Familie Doppler
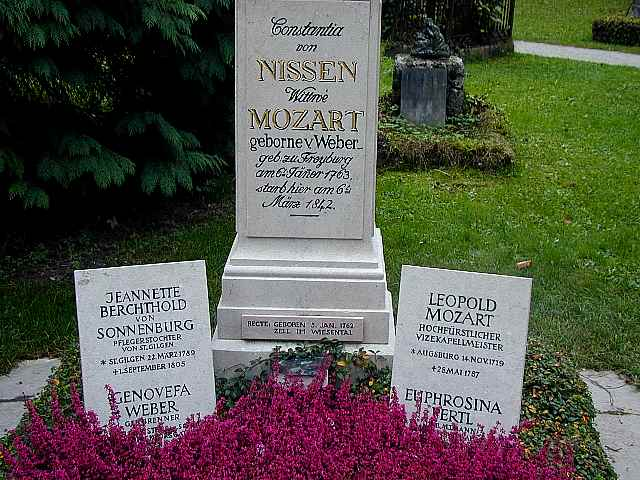
Schaugrab, von Mozart-Enthusiast Johann Ev. Engl (1835–1921) errichtet.
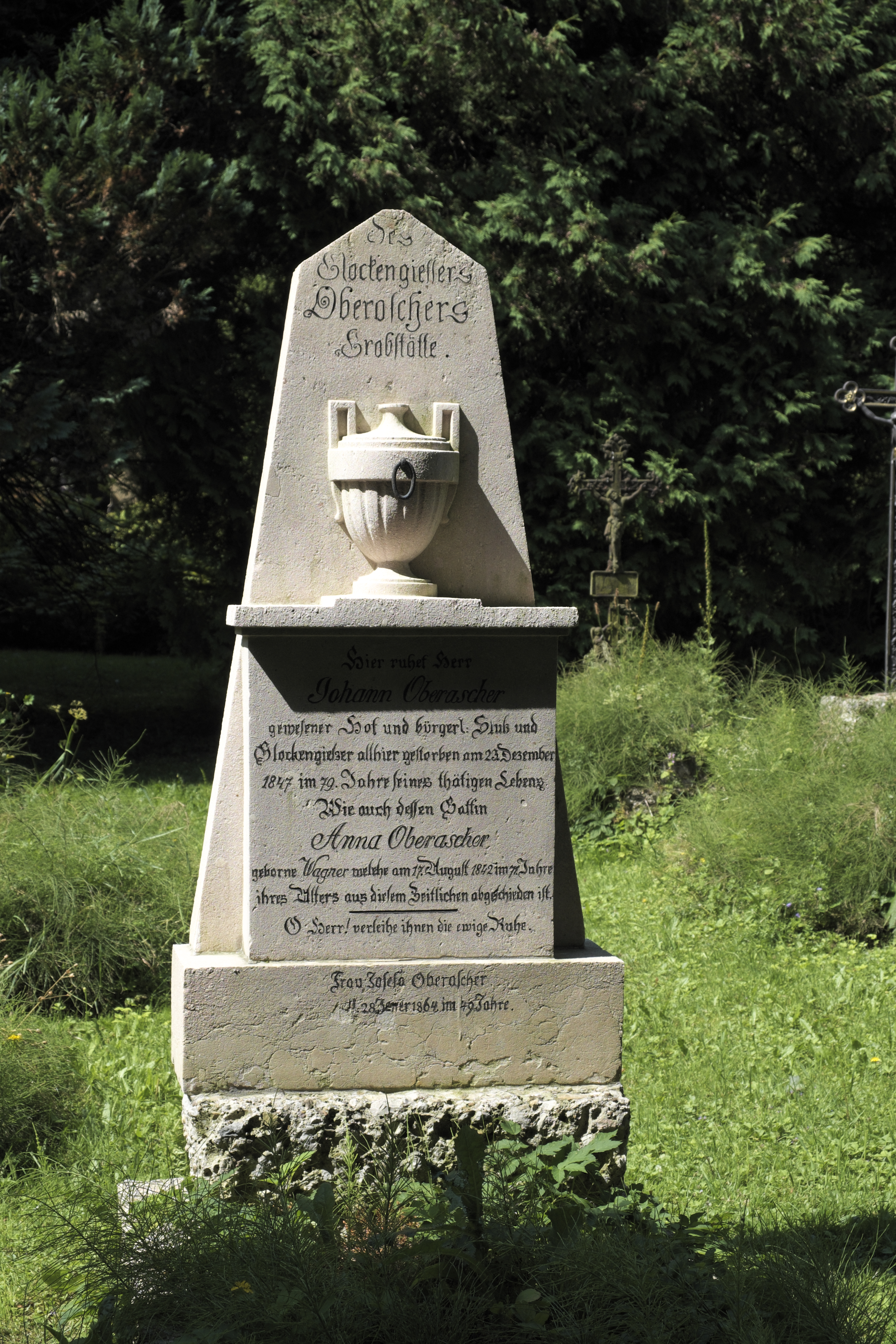
Familiengrab der Salzburger Glockengießerdynastie Oberascher
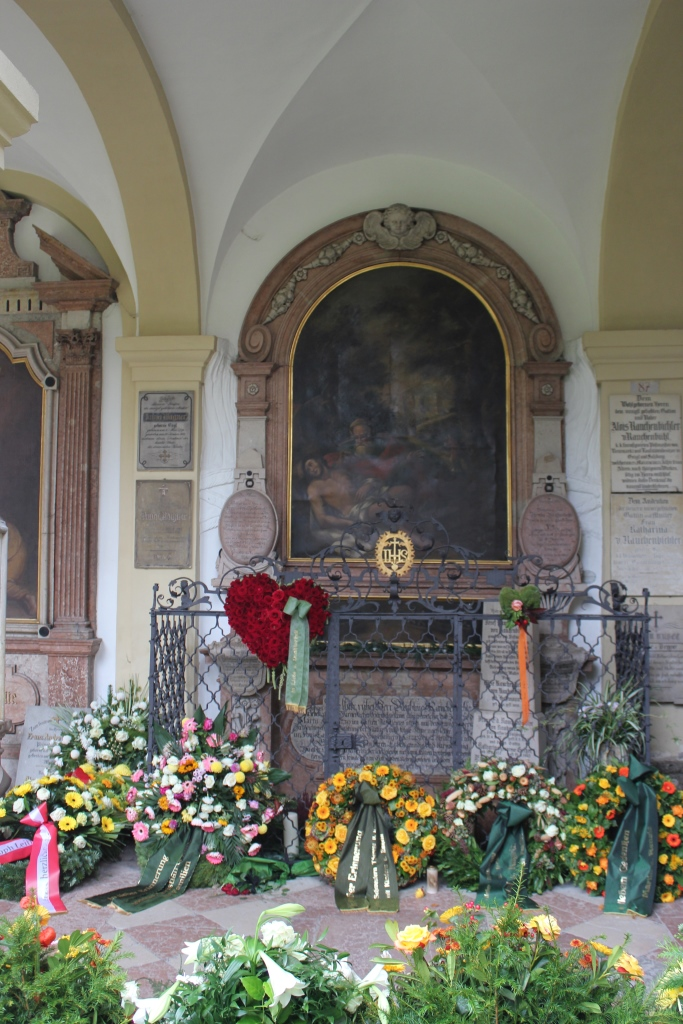
Grab am Sebastiansfriedhof
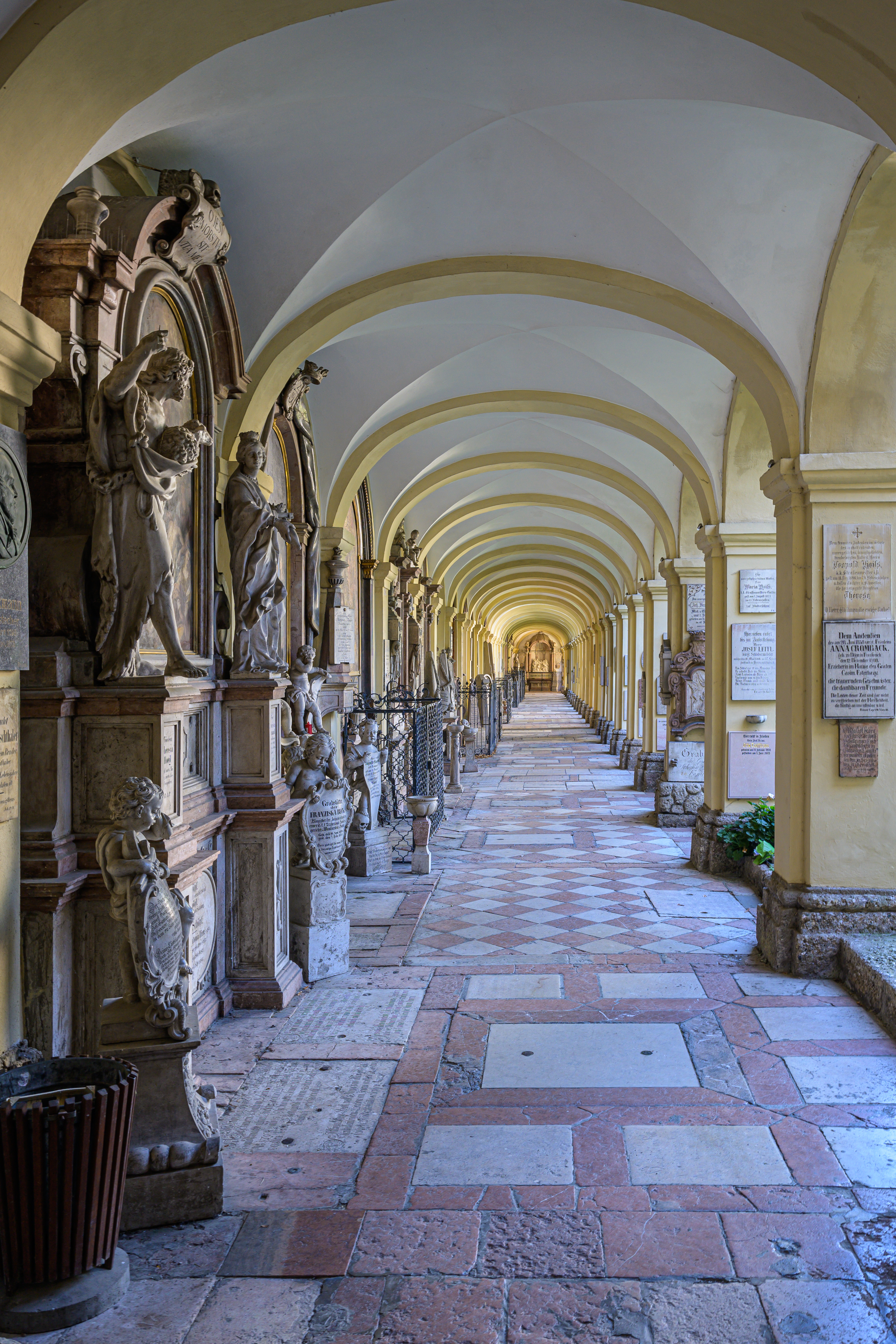
Sebastiansfriedhof, Pfeilerarkaden
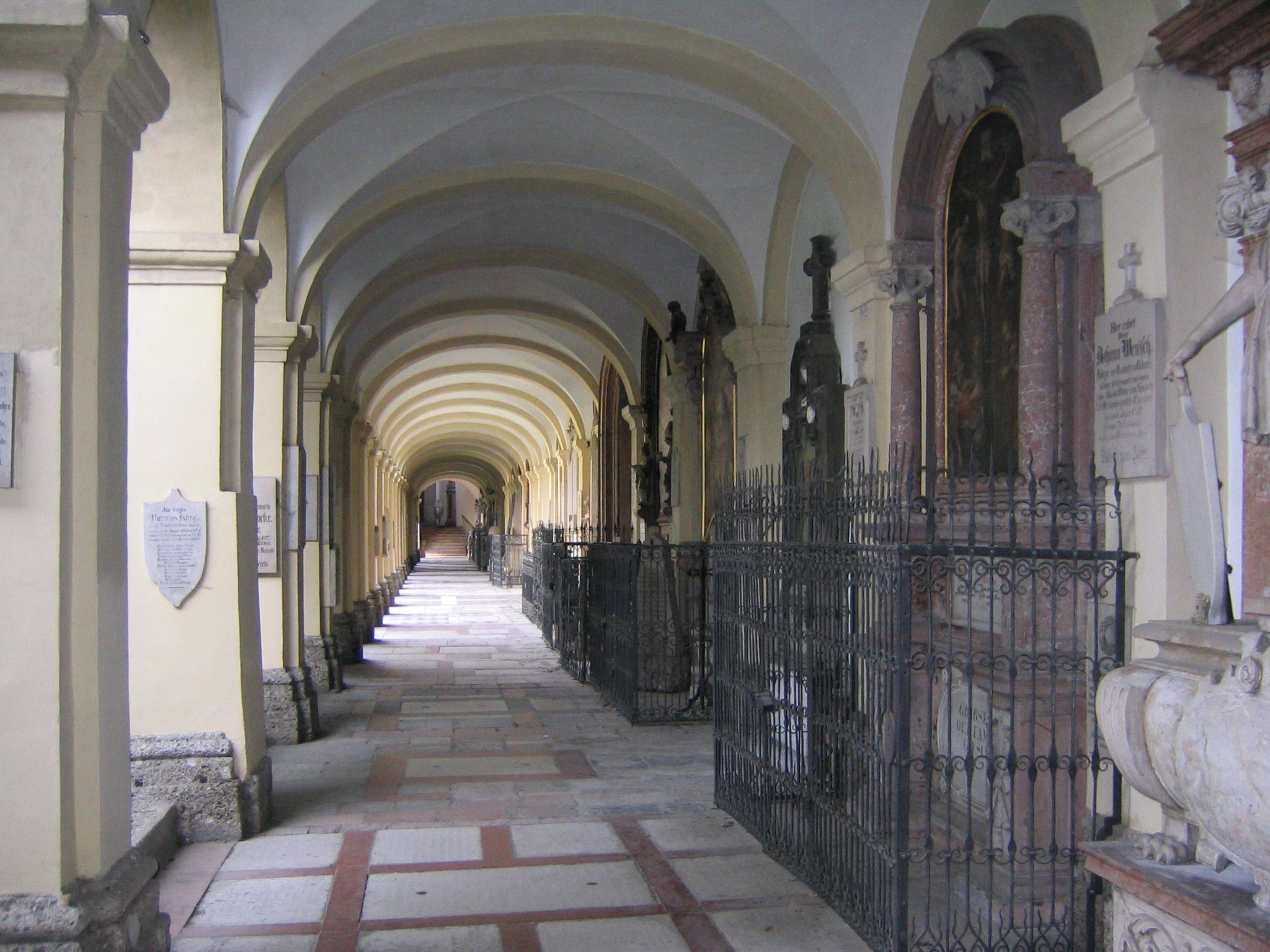
Sebastiansfriedhof, Pfeilerarkaden
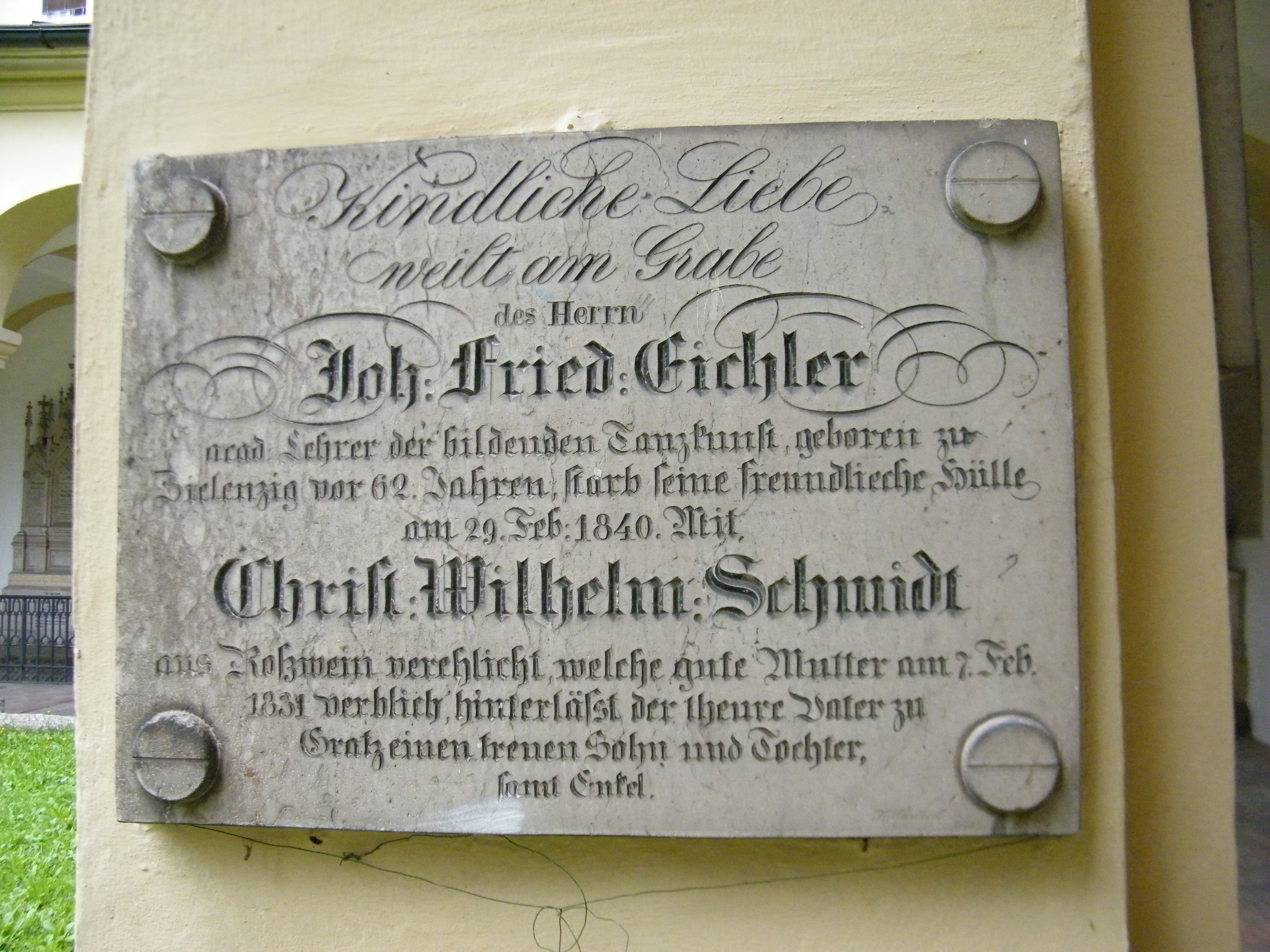
Grabtafel
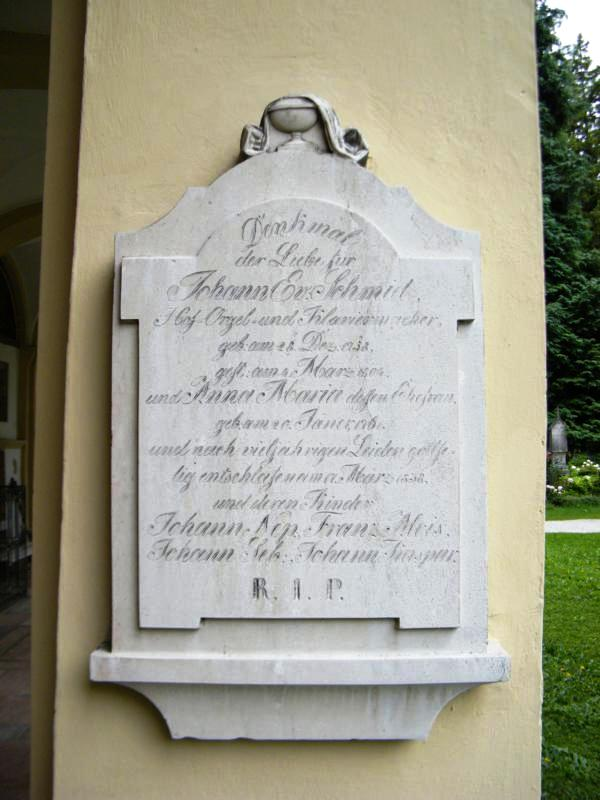
Epitaph des letzten Hoforgelmachers Johann Evangelist Schmidt